# Aeroportul Palm Beach County Park
Aeroportul Palm Beach County Park (IATA: LNA, ICAO: KLNA, FAA LID: LNA) este un aeroport din Florida, Statele Unite ale Americii ce deservește zona West Palm Beach. Aeroportul a fost tranzitat în 2019 de 66 de pasageri.
Situat la o altitudine de 4 m, aeroportul dispune de 3 piste.

## Infrastructură

### Piste
Aeroportul dispune de 3 piste: 
- pista 03/21 din asfalt, cu dimensiunile 3.256 picioare × 75 picioare
- pista 09/27 din asfalt, cu dimensiunile 3.489 picioare × 75 picioare
- pista 15/33 din asfalt, cu dimensiunile 3.421 picioare × 100 picioare